# Тако

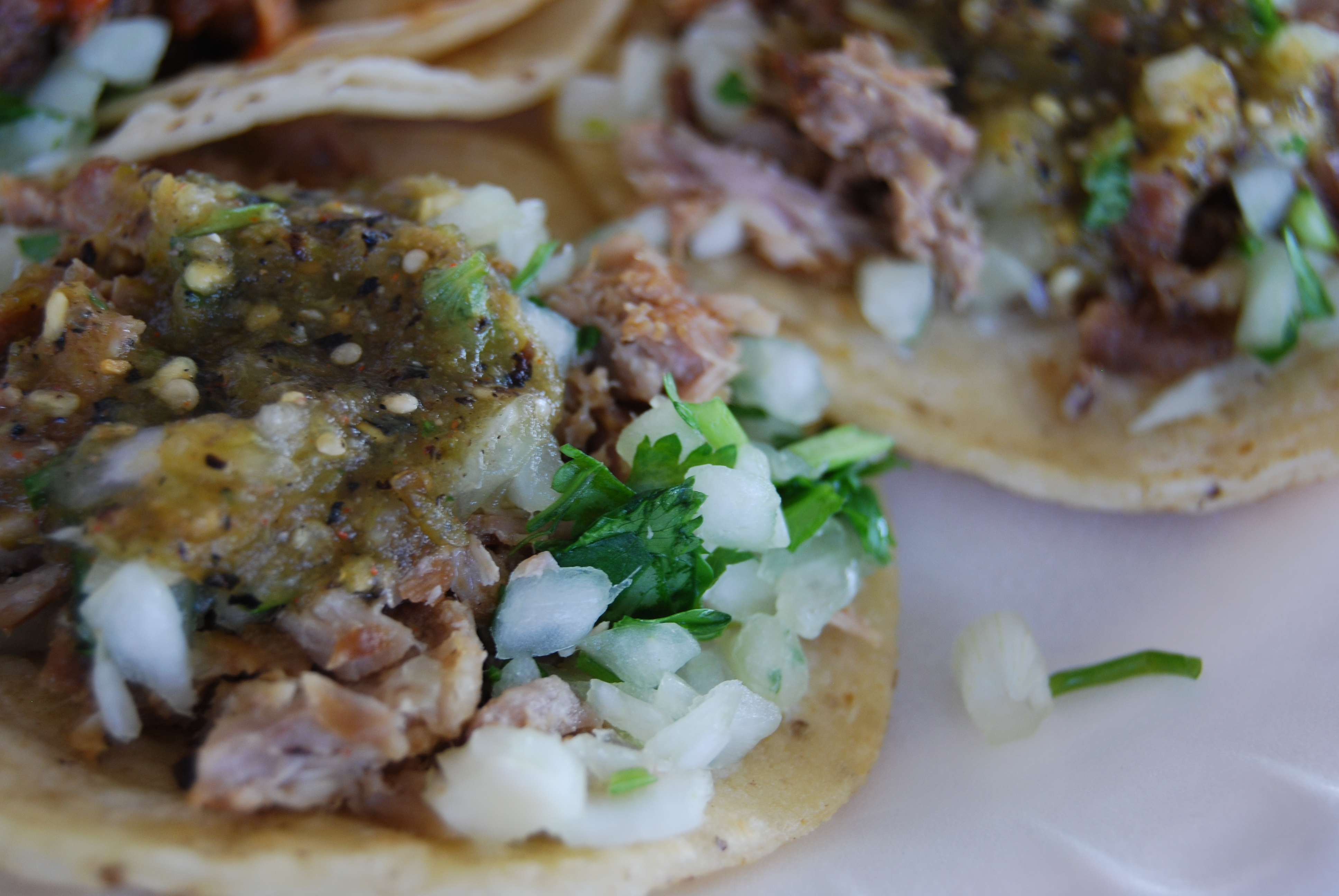
Тако с мясом, кинзой, луком и зелёной сальсой на кукурузной тортилье

Та́ко (исп. taco; во мн. ч. — tacos) — традиционное блюдо мексиканской кухни. Тако состоит из кукурузной или пшеничной тортильи c разнообразной начинкой — говядиной, свининой, курятиной, морепродуктами, чоризо, бобами, овощами, тушёной мякотью мексиканского кактуса. В качестве приправы служат сыр, кинза, лук, сальса, гуакамоле. Тако едят без столовых приборов, складывая тортилью с начинкой пополам. Заведения, специализирующиеся на подаче тако, называются такериями.
Тако появились ещё до прихода европейцев в Мексику. Существует антропологическое доказательство того, что коренные жители, проживавшие в долине Мехико, ели тако с мелкой рыбой. Слово «тако» означает «пробка» или «комок». Этимологический словарь определяет тако как «тортилья, заполненная пряным мясом», «лёгкий обед».
В Соединённых Штатах ежегодно 4 октября отмечается Национальный день тако.

## Разновидности тако

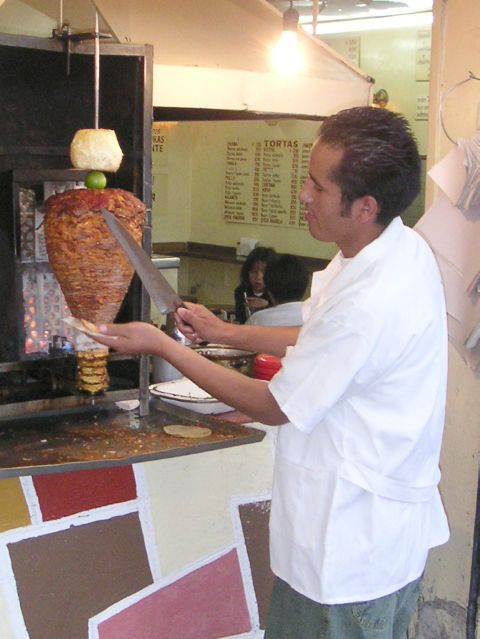
Процесс приготовления такос al pastor

Существует много вариаций тако, зависящих от начинки и способа приготовления.
Разновидности по типу начинки (традиционно подаётся на кукурузной тортилье, либо также на пшеничной на севере Мексики):
- al pastor (досл. «пастушья»): свинина, маринованная в соусе с аннато или красным перцем чили, апельсином, уксусом и перцем; обжаривается на вертушке, подаётся с ломтиком ананаса;
- de carnitas (мясистая): свинина, тушёная в смальце;
- al carbón (досл. «угольная»): любое мясо, жаренное на открытом огне, обычно говядина, свинина или курятина;
- de carne asada («жареное мясо»): жареная говядина;
- de cochinita (1) «свиная»; 2) «грязная», по типу приготовления): свинина, маринованная в аннато и тушёная в духовке (изначальный способ приготовления — маринованную свинину заворачивали в широкие листья местных растений, закапывали в землю, а сверху разводили огонь); традиционное блюдо мексиканского штата Юкатан;
- árabe («арабская»): мексиканский вариант арабской шаурмы, завезён арабскими иммигрантами; свинина, приправленная луком, орегано и тмином, подаётся на лепёшке или тортилье с лимоном и соусом на основе чипотле и уксуса; популярное блюдо мексиканского штата Пуэбла;
- de barbacoa (досл. «циновка», по типу приготовления): баранина, тушёная на медленном огне в течение долгого времени, пока мясо не распадётся на воло́кна; традиционно тушилась завёрнутая в листья агавы, закопанная в землю с разведённым сверху огнём;
- de birria (досл. «причуда»): козлятина, запечённая со специями в глиняной печи в течение долгого времени; традиционное блюдо мексиканского штата Халиско;
- de cabeza (досл. «из головы»): мясо из запечённой бараньей или коровьей головы — язык, мозги, щёки и т. д.;
- de pollo («куриная»): мелко нашинкованная курятина с соусом моле и луком;
- a la siberia: мелко нашинкованная куриная грудка с мексиканской (не кислой) сметаной, гуакамоле и халапеньо, подаётся на большой кукурузной тортилье, обжаренной в масле до хруста; блюдо зародилось в мексиканском городе Монтеррей.

Разновидности по типу приготовления:
- dorados («золотистые»): кукурузная тортилья наполняется нашинкованным мясом (говядины, свинины, курятины) с пережаренными бобами и сыром, скатывается в трубочку или складывается пополам и обжаривается в масле или смальце до золотистого цвета. Подаётся с мексиканской сметаной, тёртым сыром, нарезанным салатом-латуком и сальсой на основе томата или томатильо (физалиса). Вариация, скатанная в трубочку, также называется «фла́ута» (flauta, «флейта»).
- de canasta («из корзины») или sudados («запотевшие»): кукурузные тортильи малого размера наполняются отваренной начинкой, сворачиваются и укладываются в специальную кастрюлю-парилку, где они в дальнейшем разогреваются и смягчаются па́ром. Начинка обычно состоит из жареного картофеля, фасоли, распотрошённой говядины или курятины со специями, чичарроном (шкварками) и заправляется сальсой. Как вариант, тако разогреваются, укладываются в корзину (отсюда пошло название) и накрываются полотенцем. Пар поддерживает температуру и мягкость.
- ahogados («утопленные», «припущенный»): приготовленные тако с начинкой окунаются в сальсу. Иногда тортилья обжаривается в масле, чтобы тако не размокло в сальсе, подобная разновидность также называется энчилада.
- dobladas («сложенные вдвое»): тортилья складывается пополам и обжаривается в масле до хруста. Полученный «кармашек» наполняется начинкой по вкусу.
- de guisado («тушёные»): тортилья наполняется отдельно приготовленной (тушёной) начинкой из типичных мексиканских блюд. Например: пикадильо, чичаррон в зелёной сальсе, перцы чили, фаршированные сыром, зелёное моле с курятиной, рубленый стейк с соусом чили пасилья, свиные рёбрышки в соусе чили морита, яичница-болтунья с ветчиной под сальсой ранчера, чорисо с жареным картофелем и прочее. Обычно подаётся на двойной тортилье с рисом по-мексикански и сальсой по вкусу.